# Apanteles princeps
Apanteles princeps är en stekelart som beskrevs av Wilkinson 1941. Apanteles princeps ingår i släktet Apanteles och familjen bracksteklar. Inga underarter finns listade i Catalogue of Life.